# Vajda Szidónia
Vajda Szidónia (Székelyudvarhely, 1979. január 20. –) erdélyi születésű, román-magyar kettős állampolgár, de az utóbbi években már magyar színekben versenyző sakkozó, nemzetközi mester (IM), női nemzetközi nagymester (WGM), többszörös korosztályos román bajnok, Európa-bajnok az U16 mezőnyében, U20 junior sakkvilágbajnoki bronzérmes, felnőtt női magyar bajnok, hatszoros sakkolimpikon.
Igazi sakkozó családban született Erdélyben. Az édesapja kiváló amatőr játékos, aki mind a három gyerekét megtanította a játékra és menedzselte a sakk pályafutásukat. Bátyja, Albert, nemzetközi mester, míg az öccse, Levente, nemzetközi nagymester, többszörös román sakkolimpikon, ifjúsági világbajnok, a román válogatott tagja.

## Pályafutása
1995-ben megnyerte az U16 korosztályos ifjúsági sakk-Európa-bajnokságot, és bronzérmet szerzett az U16-os ifjúsági sakkvilágbajnokságon. 1999-ben 3. helyezést ért el az U20 korosztályos junior sakkvilágbajnokságon.
2002-ben holtverseny után második, és 2003-ban harmadik a felnőtt magyar női sakkbajnokságon, 2004-ben az aranyérmet szerezte meg.
1994-ben lett női nemzetközi mester (WIM), 1998-ban szerezte meg a női nemzetközi nagymesteri (WGM) címet. Eredményei alapján 2003-ban a férfiakkal közös mezőnyben is nemzetközi mesteri (IM) címet ért el.
A 2018. novemberben érvényes Élő-pontértéke 2358. Legmagasabb pontértéke a 2008. januárban elért 2418 volt, amellyel akkor 47. volt a világranglistán.
A magyar ranglistán az aktív női versenyzők között a 3. helyen áll, legjobb helyezése a 2016. februárban és 2016. júliusban elért 2. hely volt.

## Csapateredményei
A román lányválogatott tagjaként az ifjúsági Balkán-csapatbajnokságon 1993-ban az első, 1994-ben a 2. helyet szerezték meg. 1993-ban egyéni eredménye a mezőnyben a 2. legjobb volt.
1999-ben a román válogatottban szerepelt a sakkcsapat Európa-bajnokságon, ahol a 3. helyet szerezték meg. A magyar válogatott tagjaként öt alkalommal (2003, 2005, 2007, 2009, 2015) szerepelt a sakkcsapat Európa-bajnokságon, ahol 2003-ban a csapat ezüstérmet szerzett, egyéni eredménye a mezőnyben a 3. legjobb volt.
Hat alkalommal szerepelt a magyar női válogatott tagjaként a sakkolimpián, 2002-ben, 2004-ben, 2006-ban, 2008-ban, 2010-ben és 2016-ban. 2004-ben egyéni eredménye a 2. táblán a mezőny legjobbja volt, ezzel egyéni aranyérmet nyert.
2007-ben és 2015-ben tagja volt a MITROPA Kupán 1. helyezést elért, valamint a 2016-ban bronzérmet szerzett magyar női válogatottnak, ahol 2007-ben egyéni eredménye is a mezőny legjobbja volt. 2003-ban a csapat ezüstérmet szerzett, egyéni eredménye a mezőnyben a 3. legjobb volt.

## Kiemelkedő versenyeredményei
- 2. helyezés: női verseny, Herkulesfürdő (1994)
- 1. helyezés: FS02 IM, Budapest(1995)
- 2. helyezés: FS06 IM Budapest (1996)
- 2. helyezés: női verseny, Bukarest (1997)
- 1. helyezés: női verseny, Bukarest (2001)
- 2. helyezés: női verseny, Rijeka (2001)[14]
- 2. helyezés: Mediterranean-Flower női verseny, Rijeka (2003)[15]
- 3. helyezés: Kanizsa Chess IM (2003)[16]
- 1. helyezés: Tapolca (2005)[17]
- 3. helyezés: Koppenhága (2006)
- 1. helyezés: VII. Marx György emlékverseny, Paks (2009)[18][19]
- 1. helyezés: 1. Teller Ede emlékverseny, Paks (2009)[20]
- 1. helyezés: XXVIII. Balaton nemzetközi sakkfesztivál IM verseny, Hévíz (2010)[21]

## Díjai, kitüntetései
- Az év magyar sakkozója (2004, 2015,[22] 2016[23])